# 余德堂牌坊
余德堂牌坊，俗称“南门牌坊“，位于衡阳市岳屏公园南门，为衡阳市文物保护单位。

## 名称争议
南门牌坊建于清代。衡阳市文物部门以“余德堂牌坊”的名称登记为衡阳市文物保护单位。但是衡阳市图书馆辅导部主任丁民根据《清宣统元年衡阳城区图》认定，这个牌坊所处地应为“好善乐施坊”，是清代重修花药寺所建。